# Dark Times
"Dark Times" é uma canção gravada pelo cantor e compositor canadiano The Weeknd com participação do músico inglês Ed Sheeran para o seu segundo álbum de estúdio Beauty Behind the Madness (2015). Foi co-composta por ambos juntamente com o colaborador frequente Jason "Daheala" Quenneville, enquanto a produção e arranjos ficaram a cargo de Carlo "Illangelo" Montagnese. Aquando do seu lançamento, o tema conseguiu fazer entrada em tabelas musicais de canções ao redor do mundo devido a uma enorme intensida de de descargas em plataformas digitais e actividade em redes sociais.

## Créditos e pessoal
Os créditos seguintes foram adaptados do encarte do álbum Beauty Behind the Madness (2015):
- Masterizada no Sterling Sound, Nashville, Tennessee, EUA
- Joshua Smith — engenharia acústica adicional
- Ed Sheeran — vocais principais, vocais de apoio, composição
- Carlo "Illangelo" Montagnese — produção e arranjos, gravação vocal, mistura
- Jason "Daheala" Quenneville — composição, gravação vocal
- Abel "The Weeknd" Tesfaye — vocais principais, vocais de apoio, composição
- Tom Coyne — masterização

## Desempenho nas tabelas musicais
| País — Tabela musical (2015)                       | Posição de pico |
| -------------------------------------------------- | --------------- |
| Estados Unidos — Top 100 Songs (Billboard)         | 91              |
| Estados Unidos — Hot R&B/Hip-Hop Songs (Billboard) | 35              |
| Reino Unido — Singles Chart (OCC)                  | 92              |
| Reino Unido — R&B Singles Chart (OCC)              | 27              |
| Suécia — Singles Top 100 (Sverigetopplistan)       | 60              |

Certificações e vendas
| Região — Associação (Vendas)   | Certificação |
| ------------------------------ | ------------ |
| Canadá — Music Canada (40 000) | Ouro         |